# Argonauten

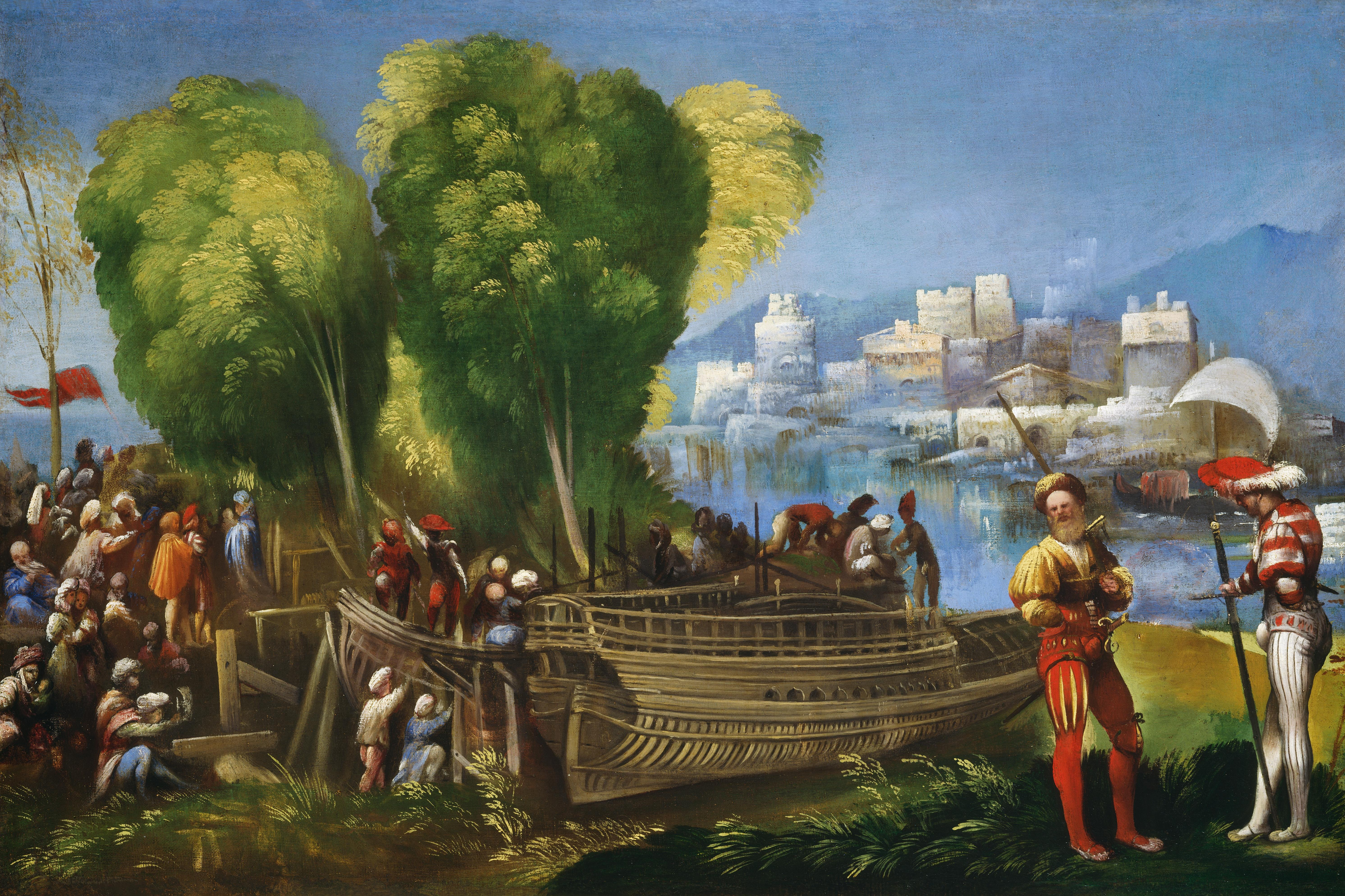
Het vertrek van de Argonauten op het schip Argo

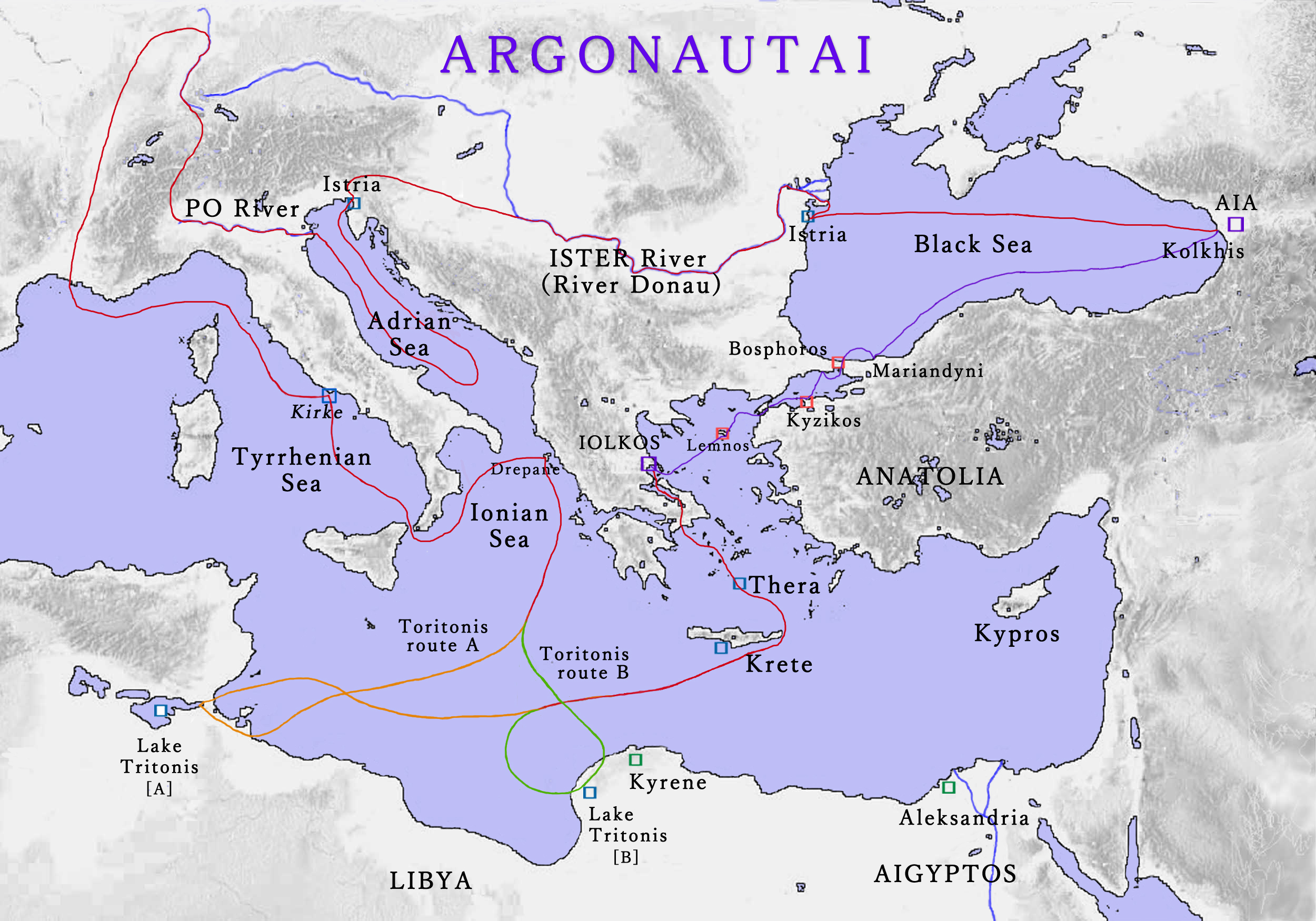
De route van de Argonauten

De Argonauten (Oudgrieks: Ἀργοναῦται, Argonautai, letterlijk 'Argo-zeilers') waren een groep helden in de Griekse mythologie, die in de jaren voor de Trojaanse Oorlog Jason vergezelden naar Colchis in zijn zoektocht naar het Gulden Vlies. Hun schip heette de Argo, genoemd naar de bouwer Argus. Ze werden soms Minyërs genoemd, naar een prehistorische stam in het gebied.
Hun sage is overgeleverd door Apollonios van Rhodos in zijn Argonautika, en later ook door Gaius Valerius Flaccus en door De Argonautika van Orfeus.

## Jason
Jason was de zoon van koning Aeson die regeerde over Iolkos. Jason was troonopvolger, maar Pelias, de halfbroer van de koning, zette deze af nog voor Jason geboren was. 
De moeder van Jason deed alsof hij bij zijn geboorte was gestorven en bracht hem in het geheim naar de centaur Chiron. Daar werd hij opgevoed door diens vrouw Chariclo en diens moeder Philyra. Chiron zelf leerde hem veel over medicijnen.
Alhoewel Pelias niets van Jason wist, kon hij niet rustig slapen, doordat een orakel hem had gewaarschuwd dat hij vermoord zou worden door een familielid en dat hij zichzelf moest beschermen tegen een man met één sandaal.
Na 20 jaar verscheen er op de markt van Iolkos een knappe jongeman met gouden krullen. Hij droeg een huid van een luipaard en had één sandaal aan, de andere had hij verloren bij het dragen van een oude vrouw over een rivier. Deze vrouw was in werkelijkheid Hera. Hierdoor wist Pelias dat dit de man was waarvoor hij gewaarschuwd was.

## De vreemdeling en Pelias

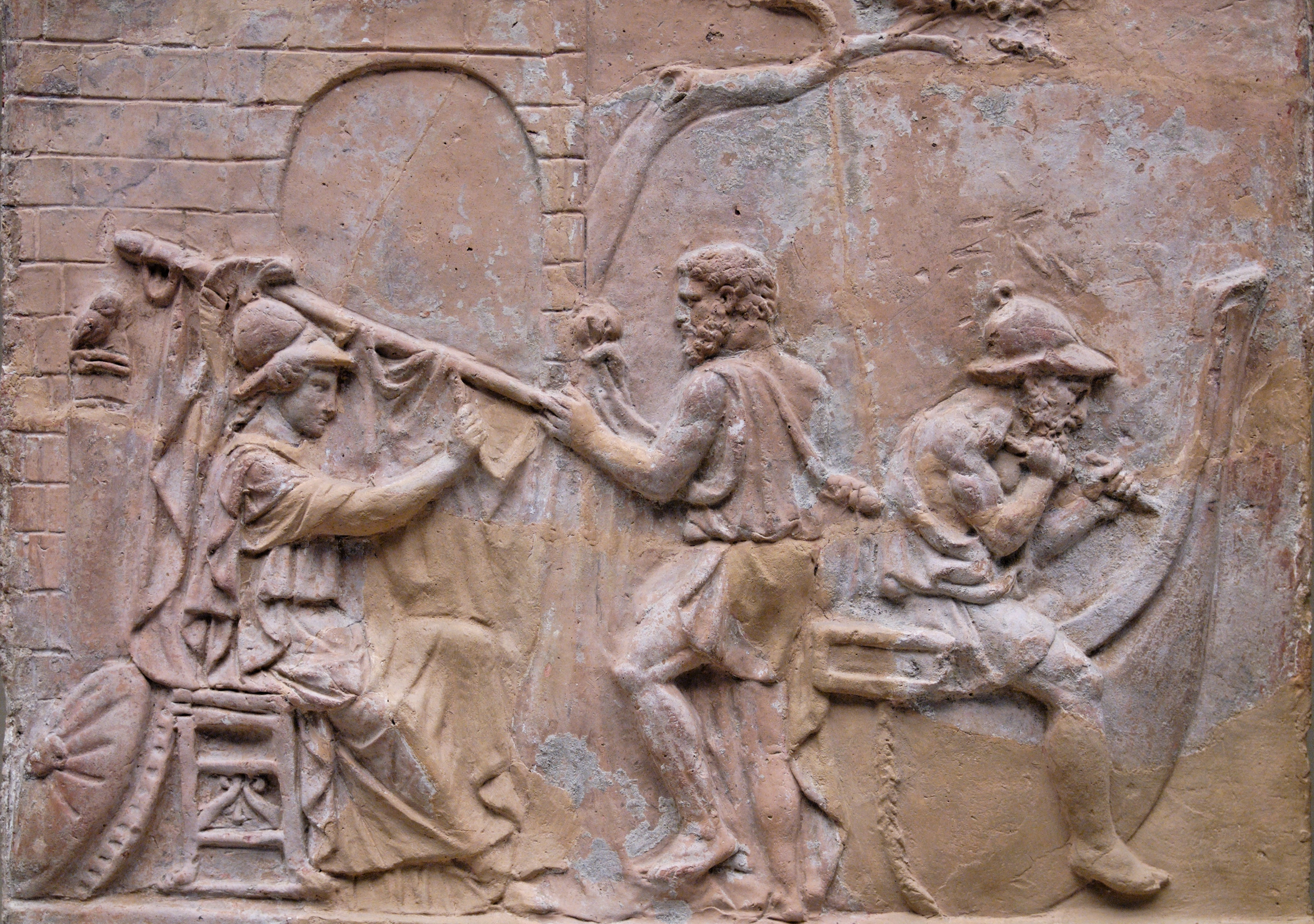
Argos (rechts) zit op de voorsteven, Athene past het zeil aan en Tiphys houdt de mast vast van het schip Argo

Toen Pelias de vreemdeling met de ene sandaal zag, werd hij bang. Dit moest de man zijn waar het orakel hem voor had gewaarschuwd. Jason verbleef vijf dagen in het huis van zijn vader, op de zesde dag ging hij naar Pelias om zijn troon op te eisen.
Koning Pelias vroeg de vreemdeling zijn naam en waarom hij naar zijn koninkrijk was gekomen. Deze vertelde wie hij was en dat hij de troon kwam opeisen, omdat hij de rechtmatige koning van het land was.
Koning Pelias antwoordde, dat hij afstand zou doen als Jason het Gulden Vlies terug zou halen van het koninkrijk Colchis. Het hangt aan een boom, bewaakt door een draak die nooit slaapt. Alleen een sterk en moedig man kon het Vlies terugbrengen.
Het Gulden Vlies was van de goddelijke ram die Phrixus van Orchomenus een generatie daarvoor naar Colchis had gebracht.
Pelias was zeker dat niemand deze gevaarlijke reis zou overleven. Jason aanvaardde de opdracht die hij als een avontuur en een uitdaging zag.
Jason vroeg aan Argos, een groot scheepsbouwer, hem een schip te maken met 50 roeispanen. Daarna stuurde hij afgezanten naar elk paleis in Griekenland, die vrijwilligers moesten vragen. Het schip werd Argo genoemd. Ter bescherming werd de boeg gemaakt uit een stuk van de Sprekende Eik van Dodona, en bezield door Pallas Athena.

## Het schip Argo en 50 vrijwilligers

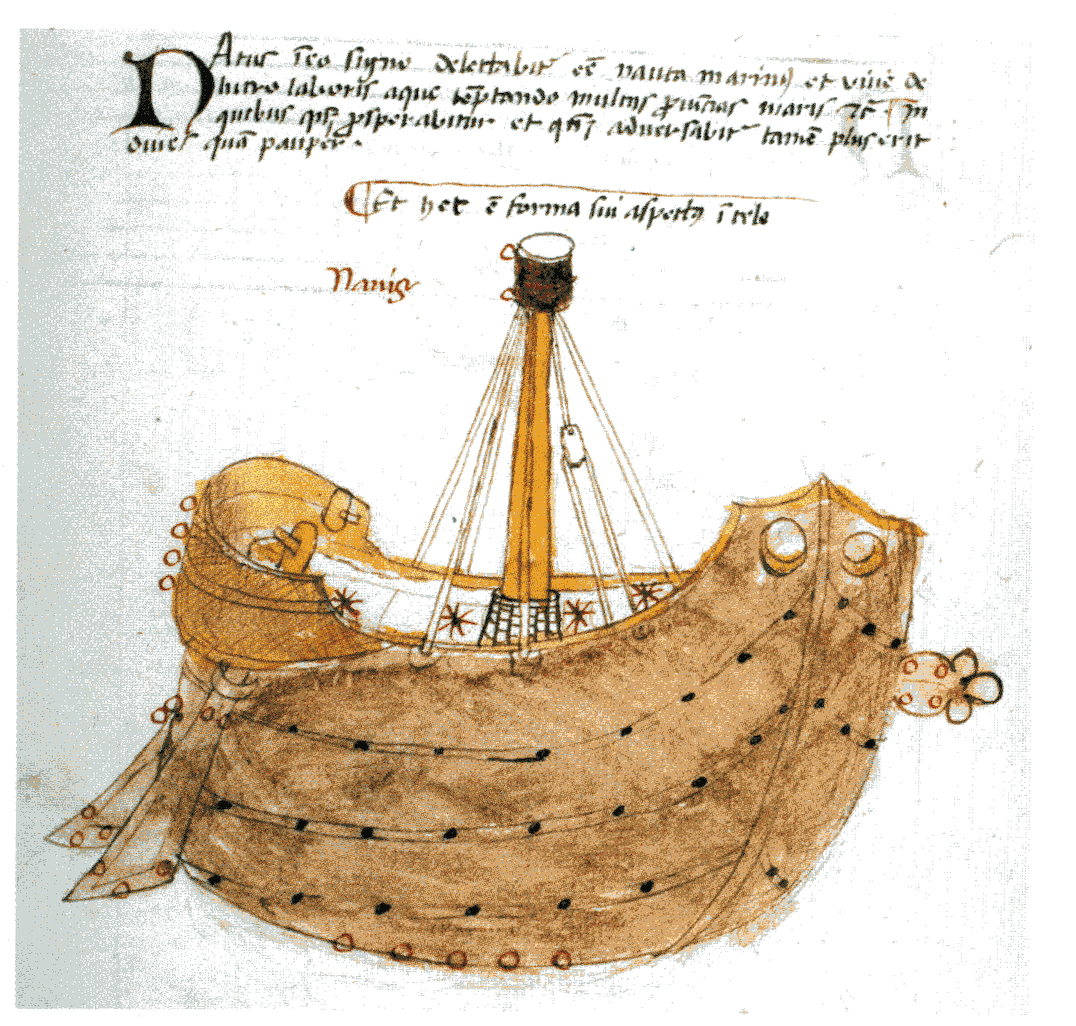
Het schip Argo

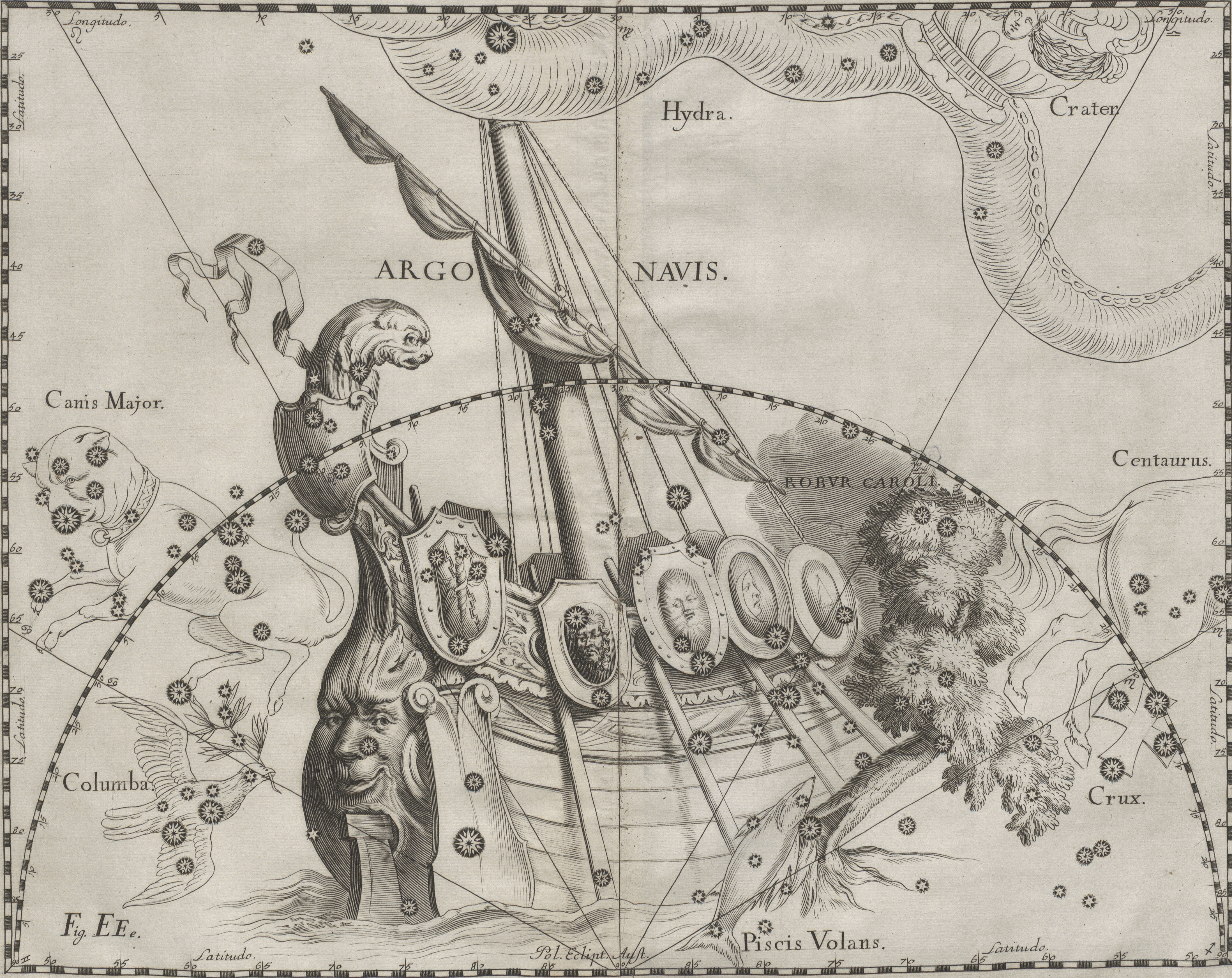
Het schip Argo (sterrenbeeld)

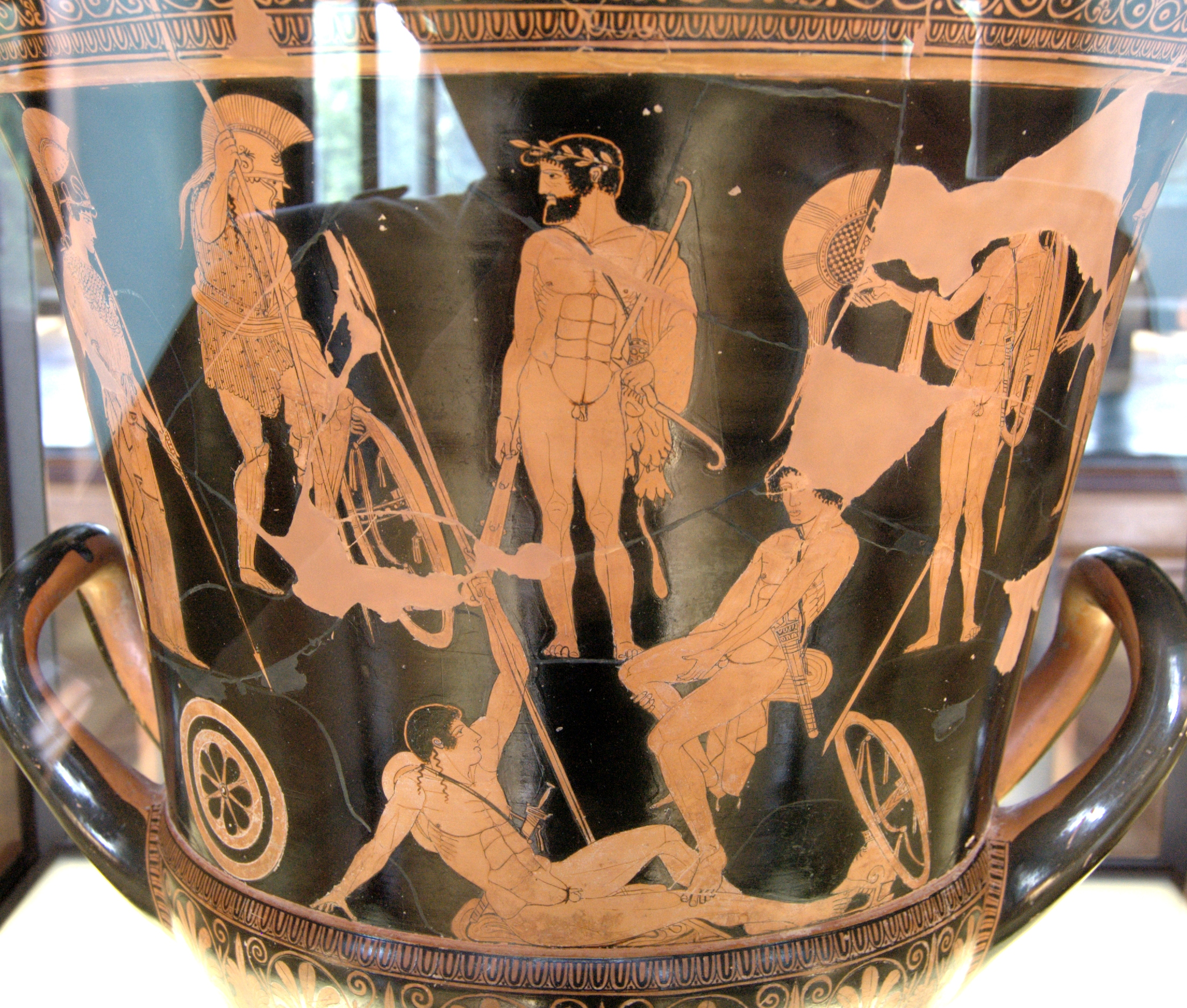
Herakles en de Argonauten

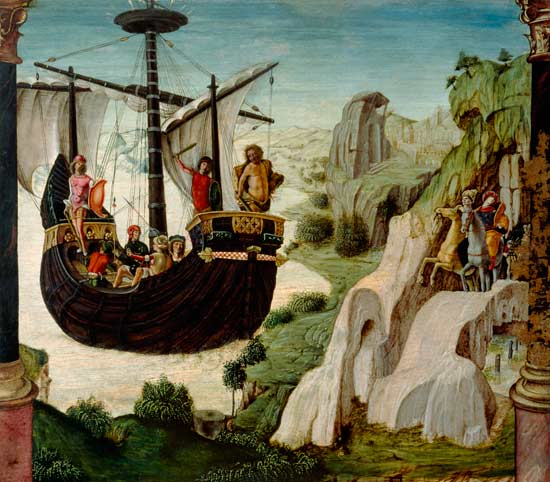
De Argo

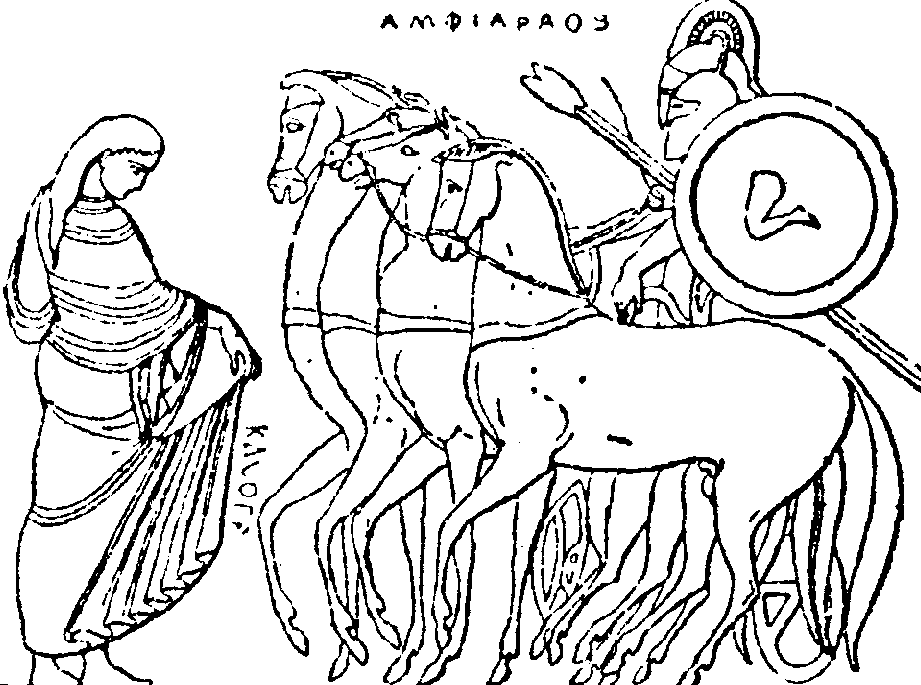
Amphiaraus, de ziener van Argos (uit het Nordisk familjebok)

De mythe wil dat het schip 50 vrijwilligers telde; afhankelijk van de bron worden tussen 40 en 55 vrijwilligers geteld. In sommige tellingen worden Jason en Medea niet meegerekend. De vrijwilligers waren (in alfabetische volgorde):
1. Acastus, zoon van koning Pelias
2. Actor, zoon van Deion de Phociër
3. Admetus, prins van Pherae
4. Amphiaraus, de ziener uit Argos
5. Kleine Ancaeus de Lelegiër van Samos
6. Machtige Ancaeus uit Tegea in Arcadië
7. Argos de Thespiër, de ontwerper en bouwer van de Argo
8. Ascalaphus de Orchomeniër, zoon van Ares
9. Asterius, zoon van Cometes, een Pelopiër
10. Atalanta van Calydon, de maagdelijke jaagster
11. Augias, zoon van Koning Phorbas uit Elis
12. Butes uit Athene, de bijenmeester
13. Caeneus de Lapith, die ooit een vrouw was geweest.
14. Calaïs, de gevleugelde zoon van Boreas
15. Canthus de Euboeër
16. Castor, de Spartaanse worstelaar, een van de Dioscuren
17. Cepheus, zoon van Aleus de Arcadiër
18. Coronus de Lapith, uit Gyrton in Thessalië
19. Echion, zoon van Hermes, de heraut
20. Erginus uit Milete
21. Euphemus uit Taenarum, de zwemmer
22. Euryalus, zoon van Mecisteus, een van de Epigonen
23. Eurydamas de Dolopiër, van het meer Xynias
24. Herakles uit Tiryns, de sterkste man die ooit geleefd heeft
25. Hylas de Dryopiër, knecht van Herakles
26. Idas, zoon van Aphareus uit Messene
27. Idmon uit Argos, Apollo's zoon
28. Iphiclus, zoon van Thestius de Aetolian
29. Iphitus, de heerser uit Phocis
30. Jason, de kapitein van de expeditie
31. Laërtes, zoon van Arceisius de Argiver
32. Lynceus, De uitkijker, broer van Idas
33. Medea, dochter van koning Aietes en latere vrouw van Jason
34. Melampus uit Pylus, zoon van Poseidon
35. Meleager van Calydon
36. Mopsus de Lapith
37. Nauplius de Argiver, zoon van Poseidon, een noterende navigator
38. Oileus de Locriër, vader van Ajax
39. Orpheus de Thraciër, dichter
40. Palaemonius, zoon van Hephaestus
41. Palaemon, de Aetoliër
42. Peleus de Myrmidoniër (vader van Achilles)
43. Peneleos, zoon van Hippalcimus, de Boeotiër
44. Periclymenus uit Pylus, de zoon van Poseidon, kon van gedaante veranderen
45. Phalerus, de Atheense boogschutter
46. Phanus, de Kretenzer zoon van Dionysus
47. Philoctetes, zoon van Poeas
48. Poeas, zoon van Thaumacus de Magnesiër
49. Polydeuces, de Spartaanse bokser, een van de Dioscuren
50. Polyphemos, zoon van Elatus, de Arcadiër, niet te verwarren met Polyphemos de cycloop
51. Staphylus, zoon van Dionysus
52. Theseus, held van Athene en Attika
53. Tiphys, de stuurman, uit Siphae
54. Zetes, broer van Calaïs.

De Argonauten verzamelden zich bij Pagasae, waar ze offers brachten aan de god Apollo. De voortekenen waren goed. Volgens Idmon zou iedereen weer veilig thuiskomen, op een na (Idmon zelf).
Tiphys werd stuurman en Lynceus kon op de uitkijk staan, terwijl Orpheus een lied zong tijdens het roeien.
Op weg naar Colchis stopten ze bij Aphetae om hun water te verversen.
Sommige versies zeggen dat Herakles daar al vertrokken was, of omdat hij aan het zoeken was naar een fontein en verdwaalde, of omdat het schip hem niet meer kon dragen.

## Lemnos
Achtervolgd door stormen kwamen ze aan bij het eiland Lemnos dat door vrouwen werd geregeerd, omdat de vrouwen alle mannen hadden vermoord omdat ze door de toorn van de goden niet meer op de vrouwen van het eiland vielen, maar op de slavinnen. De vrouwen zagen de helden eerst als vijanden, maar later behandelden ze hen als gelijken. Hun haat veranderde in liefde. Jason koos koningin Hypsipyle, de dochter van Thoas, als vrouw. De anderen, behalve Herakles, lieten zich vermurwen door de andere vrouwen en vergaten hun missie.
De Argonauten verbleven twee jaar op het eiland. Later gingen ze weer naar het schip dankzij Herakles' leiderschap.
Een andere bron zegt dat dit kwam door het lied van Orpheus, die zo mooi speelde dat ze als het ware uit de betovering van de liefde kwamen en beseften dat ze een opdracht hadden.
Toen ze vertrokken, lieten ze vele nakomelingen achter. De meesten waren zonen, genoemd naar hun vaders. Hierdoor was het eiland van uitsterven gered.

## Vervolg van de reis
Op het advies van Orpheus, zeilden ze daarna naar Samothrake, waar ze zich gingen verdiepen in de mysteries van Persephone. Daarna voeren ze naar de Hellespont en bereikten ze de Propontis. Kort daarna bereikten ze het eiland van de Doliones, die afstammelingen waren van Poseidon en die geregeerd werden door koning Cyzicus.
Cyzicus trouwde met Clite, de dochter van Merops. Cyzicus verwelkomde hen en nodigde ze uit voor de bruiloft. Tijdens het banket werden de bewakers van de Argo aangevallen door zes reuzen. In het gevecht doodde Herakles ze alle zes.
De volgende dag gingen ze weer verder. De storm was die nacht zo sterk, dat ze weer werden teruggedreven. Doliones viel de Argonauten aan, omdat hij dacht dat het piraten waren. Jason vermoordde koning Cyzicus. Het incident werd opgehelderd en de vriendschap werd weer hersteld.
Jason en zijn vrienden deden mee aan de spelen die georganiseerd werden tijdens de begrafenis van de koning. De vrouw van de dode koning hing zichzelf van verdriet op.
Door de ongunstige wind moesten ze nog eens twaalf dagen op het eiland verblijven. Hera stuurde een vogel met bericht naar de profeet Mopsus. De Argonauten moesten een standbeeld van Cybele plaatsen op de berg Dindymus, omdat ze de kinderen (de zes reuzen) van moeder Aarde hadden gedood. Toen ze dat hadden gedaan, werd de zee weer kalm.
De Argonauten trokken aan hun roeispanen en het schip voer door de golven. Om hun eindbestemming sneller te bereiken, riep Herakles: "Laten we een wedstrijd doen wie het langst kan roeien!" De anderen stemden in en begonnen hard te roeien. De een na de ander werden ze moe, alleen Jason en Herakles roeiden door. Ten slotte moest Jason opgeven van vermoeidheid en Herakles' roeispaan brak in tweeën.
Ze moesten aan land gaan, om een nieuwe roeispaan te maken en het water te verversen. Terwijl het eten klaar werd gemaakt, zocht Herakles hout voor zijn roeispaan en ging Hylas op zoek naar drinkwater. Bij de Pegaefontein kwam Hylas nimfen tegen. Ze waren verliefd op hem geworden en lokten hem mee naar het water en trokken hem erin. Polyphemus hoorde het geschreeuw en schoot hem te hulp. Toen hij op weg was, kwam hij Herakles tegen. Terwijl ze aan het zoeken waren, gingen de Argonauten weer verder met hun reis. Terwijl ze Herakles achter lieten. Dit gebeurde door toedoen van Zeus die Herakles er op wees dat hij nog aan zijn 12 werken moest werken.

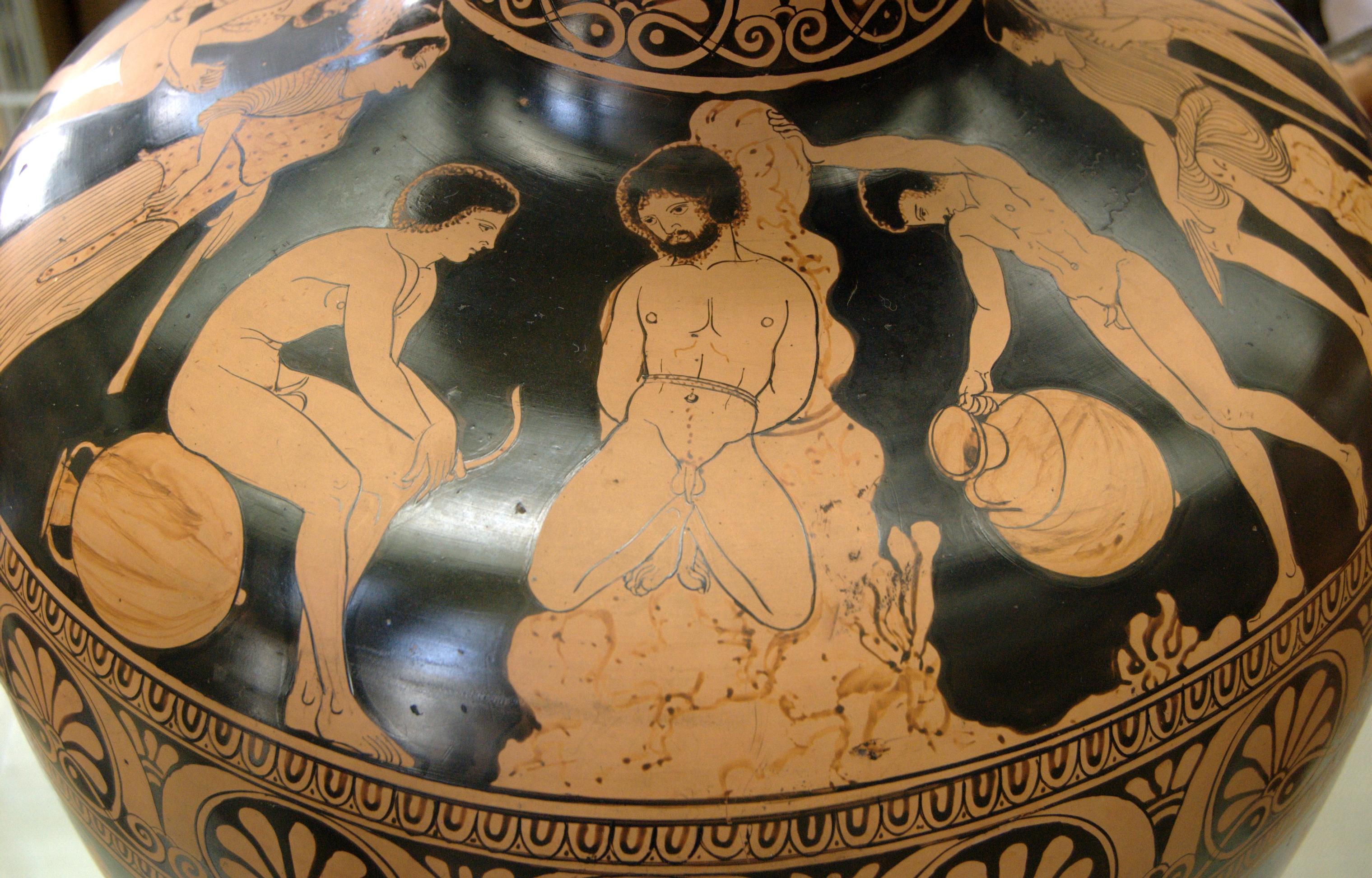
Amycus en de Argonauten

Onderweg kwamen ze ook langs het land van Bebryces in Bithynia, langs de kust van Propontis. Het land werd geregeerd door een woeste koning, Amycus genaamd, een zoon van Poseidon. Amycus weigerde hun voedsel en water, tenzij er iemand met hem vocht in de ring. Polydeuces was kampioen boksen en nam de uitdaging aan. Hoewel Amycus sterker en jonger was, lukte het Polydeuces hem te verslaan.
In sommige versies werd de koning zelfs vermoord, in andere versies werd hij neergeslagen en zorgde Polydeuces ervoor dat de koning beloofde dat hij vreemdelingen niet meer zou pijnigen.
Na een tijd kwamen de Argonauten in een koninkrijk waar een wegkwijnende, blinde en uitgehongerde Phineus regeerde, die hen om hulp vroeg. "Omdat ik de toekomst kan voorspellen, heeft Zeus mij gestraft", zei Phineus. "Elke keer als ik aan mijn maaltijd beginnen wil, stuurt hij twee afschuwelijke wezens, de Harpijen, die mijn voedsel stelen en de rest zo erg laten stinken dat ik het niet meer kan eten."
"We zullen je helpen, oude man", zei Jason. "Vertel ons wat we moeten doen." "Alleen twee van jouw mannen, de zonen van Boreas, de noordelijke wind, kunnen ze verdrijven", zei Phineus.
De zonen van Boreas (Calaïs en Zetes) stapten naar voren, hun zwaarden gereed. Daarna serveerden de Argonauten het eten aan Phineus. De Harpijen vlogen naar beneden, stalen het voedsel en vlogen weer weg. Dit keer vlogen de zonen van Boreas achter hen aan, sloegen ze met hun zwaarden en joegen ze weg.
Een ander verhaal vertelt dat ze gevangen werden met een groot net en daarna werden opgesloten in een kooi.
Nog een ander verhaal vertelt dat ze vermoord werden.
"Ze zullen je niet meer lastigvallen", zeiden ze tegen Phineus. "Ik kan je niet genoeg bedanken", zei Phineus. "Je hebt mijn leven gered. Nu zal ik jou helpen. Want ik weet dat jij door de gevaarlijke Bosporus moet roeien, rechtdoor naar de Zwarte Zee naar Colchis."
Het was een waardevol advies en de Argonauten zetten koers naar de Bosporus. Uiteindelijk zagen ze de gevaarlijke rotsen genaamd Symplegaden, die de ingang naar Bosporus bewaakten. Phineus had verteld: "Wanneer een schip de rotsen probeert te passeren, dan zullen ze te pletter vallen op het schip. Er is maar een weg. Laat een duif voor je vliegen en wanneer de rotsen op zijn staart vallen, roei dan met al je kracht. Alleen dan lukt het om te passeren voordat de rotsen opnieuw vallen."
Euphemus liet de duif los. En net zoals Phineus voorspeld had, vielen de rotsen naar beneden op het puntje van de duif zijn staart. Toen schreeuwde Jason: "Roeien!" De Argonauten deden dit, en de Argo slipte er veilig tussendoor. Jason keek achterom en zag dat de rotsen weer naar beneden vielen. Alleen het achterste puntje van de staart van het schip werd geraakt. Maar dat was snel gerepareerd. Zoals een voorspelling zei: als een schip er veilig passeerde, konden de rotsen niet meer bewegen. En sindsdien is het een veilige route voor zeelieden.

## Thynias

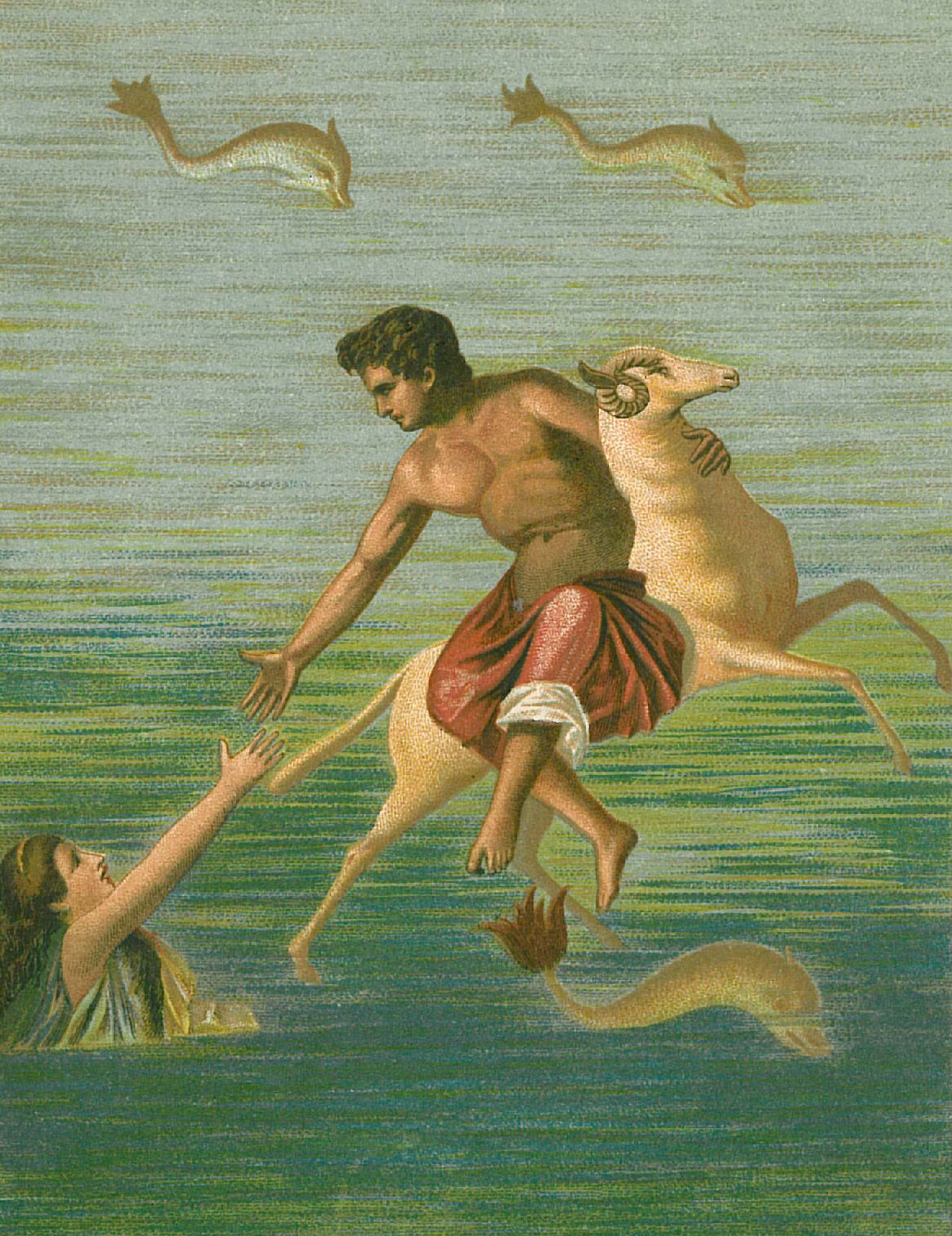
Phrixus en Helle

Toen ze door de Zwarte Zee waren gevaren, kwamen ze als eerste aan bij het eiland Thynias. Van dat eiland zeilden ze naar het land van Mariandyni, waar ze verwelkomd werden door de koning Lycus. Lycus had al gehoord dat ze zijn vijand, de koning Amycus, hadden vermoord. Uit dankbaarheid bood hij zijn zoon Dascylus aan, die hun kon leiden langs de kust voor hun missie. Tijdens hun verblijf op Mariandyni, werd de ziener Idmon aangevallen door een wild zwijn en stierf. Terwijl de begrafenisrituelen georganiseerd werden, werd de stuurman Tiphys ziek en stierf ook. Zijn plaats werd ingenomen door Ancaeus. Al snel zeilden ze naar het oosten. Daarna bereikten ze de stad Sinope in Paphlagonië. Daar pikten ze Autolycus en zijn broers op. Argo zeilde toen voorbij het land van de Amazones en het land van de Chalybiërs, die beroemd waren om hun smeedwerk. Vlak bij een klein eiland, Aria (eiland) genoemd, werden de Argonauten aangevallen door een zwerm bronzen vogels, die hen beregende met scherpe metalen veren. Ze volgden de instructies van Phineus op, de ene helft ging roeien en de andere helft beschermde hen met schilden. Uiteindelijk verjoegen ze de vogels met het geluid van het slaan van de zwaarden op de schilden.
Op hetzelfde eiland kwamen ze Argos, Cytissorus, Melas en Phrontis tegen, de zonen van Phrixus. Ze hadden schipbreuk geleden. De Argonauten gaven hun beschutting en eten zodat ze allemaal verder konden met hun reis. Door de mond van de rivier Phasis kwamen ze uiteindelijk aan in Colchis, het land van koning Aietes, zoon van Helios. Vermoeid maar opgewonden. "Ergens in dit land wordt het Gulden Vlies bewaakt door een woeste draak. Ik weet niet waar we het zullen vinden, maar vinden zullen we het! Maar eerst moeten we uitrusten en gaan slapen."

## De rol van Eros

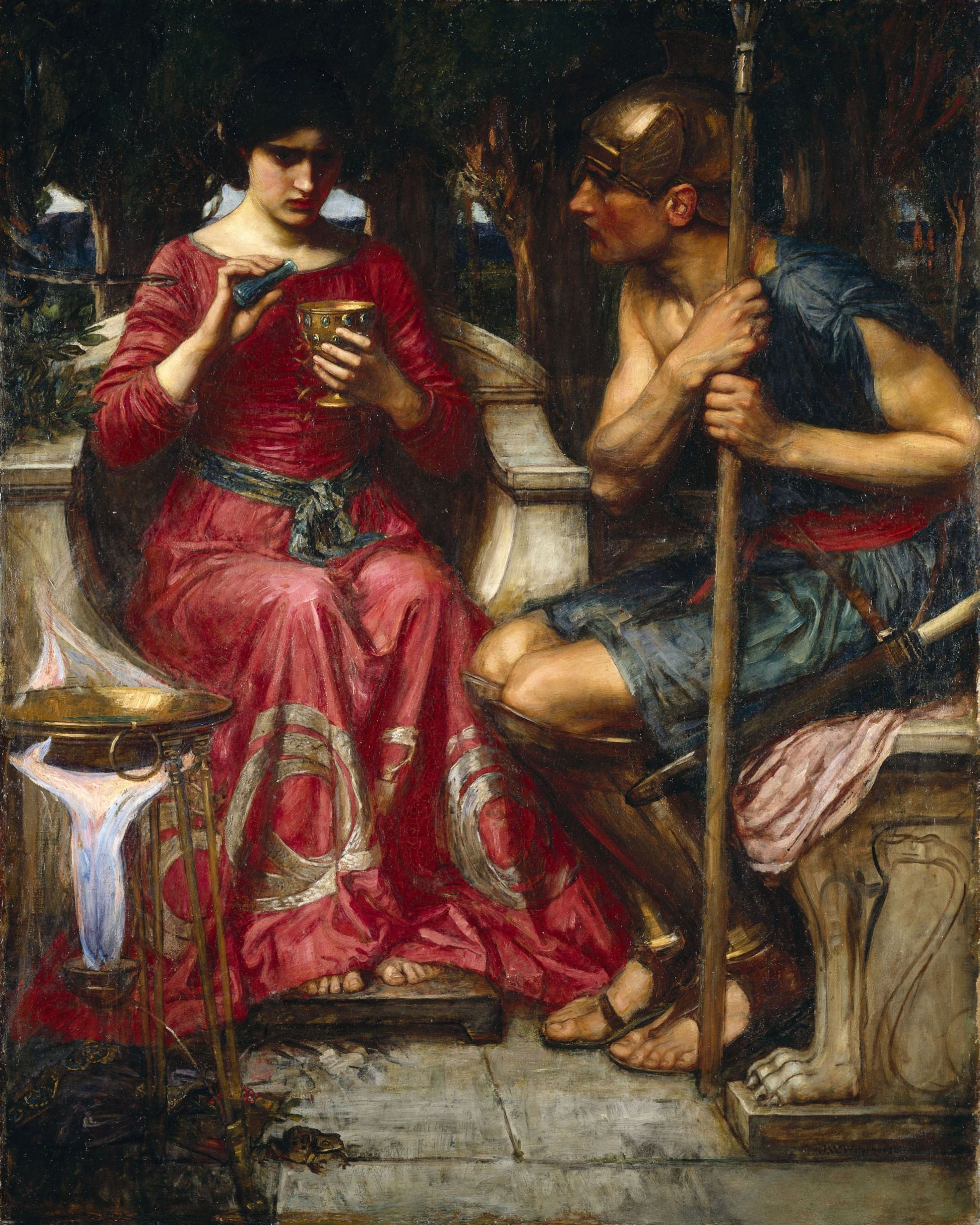
Jason en Medea

Terwijl de Argonauten sliepen onder de sterren, discussieerden de godinnen Hera en Athena op de berg Olympus. "We moeten Jason helpen" zeiden ze tegen elkaar, want Jason was een van hun favoriete stervelingen. Ze dachten allebei hetzelfde. "Laten we Aphrodite om hulp vragen."
Aphrodite, godin van de liefde, was altijd blij om haar krachten te gebruiken, en zei tegen haar zoon Eros: "Ik geef je een glimmend speeltje, een bal van goud, als je doet wat ik je zeg." "Vraag maar", zei Eros en keek verlangend naar het speeltje.
"Je moet ervoor zorgen dat de dochter van de koning van Colchis verliefd wordt op Jason. Haar naam is Medea en ze is een heks. Alleen Medea kan ervoor zorgen dat hun gevaarlijke missie slaagt", zei Aphrodite.
Eros bereidde zich voor om af te dalen naar de Aarde, terwijl de Argonauten naar het paleis van koning Aietes gingen. De koning groette hen op een beschaafde manier, net zoals zijn dochter Medea. Hij vroeg aan Jason waarom ze gekomen waren. Jason antwoordde: "We zijn allen dappere mannen van Griekenland, en we zijn hier gekomen om jou te vragen ons het Gulden Vlies te overhandigen in ruil voor een dienst. Vraag aan ons elke dienst, en we zullen die uitvoeren in ruil voor het Vlies."
Koning Aietes herinnerde zich een voorspelling dat als hij het vlies zou geven dat hij zijn heerschappij verloor. Hij was niet van plan om het vlies weg te geven, het was een van zijn kostbaarste bezittingen. Dus bedacht hij een opdracht die onmogelijk was om uit te voeren.
Hij zei tegen Jason: "Ik zal blij zijn als ik het Gulden Vlies aan je kan overhandigen, maar eerst moet je twee stieren aan een ploeg spannen die vuuradem hebben. Dan moet je het veld ploegen, en in de groeven van de aarde moet je de tanden van een draak strooien. Uit deze tanden groeien bewapende mannen, ze zullen je aanvallen. Je moet ze neer slaan met één arm."
"Ik zal dit morgen doen" zei Jason, hoewel hij nog niet wist hoe hij deze onmogelijke taak zou kunnen uitvoeren.

## Liefdespijl voor Medea
Op dat moment vloog Eros naar Colchis. Snel schoot hij een liefdespijl in het hart van Medea, en sindsdien kon zij haar ogen niet meer van Jason afhouden. Medea verlangde om Jason te helpen met haar magie, maar ze probeerde wanhopig haar gedachten van hem af te houden. Hij was tenslotte toch de vijand van haar vader?
Die nacht draaide ze onrustig in bed, verscheurd door de liefde voor Jason en haar loyaliteit aan haar vader. Maar de pijl van Eros had zijn werk goed gedaan, want uiteindelijk stuurde ze haar bediende om Jason naar haar toe te sturen.
In het midden van de nacht verklaarde ze haar liefde aan Jason en zei: "Als je belooft om met me te trouwen, dan zal ik jou helpen." Jason sloeg zijn armen om de tovenares heen en beloofde met haar te trouwen. Toen zei Medea tegen hem: "Hier is een magische zalf. Verspreid het over je lichaam en wapens, het zal je beschermen tegen de vuurademende stieren en de bewapende mannen die uit de grond springen wanneer je de aarde bezaait met drakentanden." Ze gaf hem ook een magische steen die hij naar bewapende mannen kon gooien. "Ga nu, het is bijna zonsopgang."
De volgende morgen strooide Jason de magische zalf over zijn lijf, schild en speer. Toen hij naar het veld kwam, stonden de koning en zijn mannen al te wachten op het spektakel.
"Jason wordt vermoord door de vuurademende stieren", zei de zoon van de koning, Apsyrtus. "Dat is zeker", zei de koning. "Wat een idioot, hij zal zeker sterven bij deze beproeving."

## De magische steen
Jason ging het veld op en de twee stieren werden losgelaten. Jason rende achter hen aan, greep ze bij de horens en spande ze achter een ploeg.
"De stieren ademen vuur, en het doet hem niet eens pijn", zei Apsyrtus. "Hoe is dit mogelijk?" "Het is inderdaad vreemd", zei de koning. "Maar hij zal de strijders toch niet weerstaan die uit de tanden van de draak komen."
Jason leidde de stieren over het veld. De ploeg maakte groeven in de aarde. Jason zaaide de tanden in de groeven. Meteen sprong er een leger van strijders uit en rende op Jason af. Maar Jason gooide de magische steen in het midden van de strijders, vervolgens begonnen ze elkaar af te maken en kon Jason ze makkelijk doden met een speer.
Koning Aietes was woedend. Hij zei tegen zijn zoon: "Jason zal het Gulden Vlies nooit krijgen! Ga en roep het leger bij elkaar. Vanavond, wanneer hij verwacht dat ik hem het Vlies geef, zullen we zijn mannen op het schip aanvallen."

## Gulden Vlies voor Jason

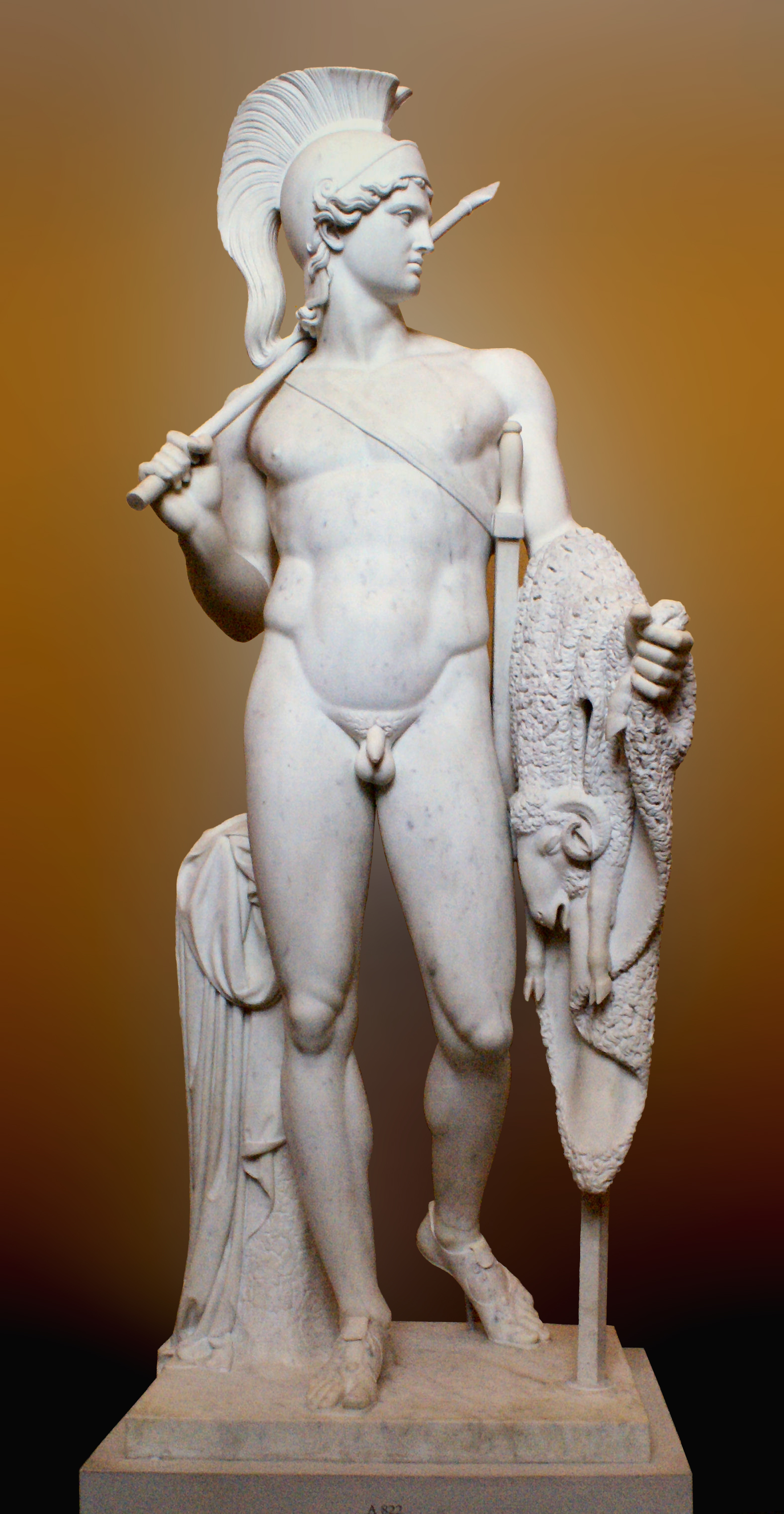
Jason en het Gulden Vlies

Omdat Medea een tovenares was, wist ze van haar vaders plan. Die nacht stal ze het schip van Jason en zei: "Mijn vader is van plan te voorkomen dat je het Gulden Vlies in handen krijgt. Je moet het nu bemachtigen voordat hij je aanvalt. Ik zal aan boord komen en leid je naar het heilig bos. Daar hangt het Vlies." De helden roeiden zachtjes terwijl Medea hen erheen leidde. "Nu!" zei ze. "Stop hier en leg het schip aan de wal."
Ze deden precies wat ze zei. Toen slopen Jason en Medea aan wal naar het heilige bos. Daar zagen ze het Gulden Vlies hangen aan een boom, glinsterend in het maanlicht. Een enorme sissende draak bewaakte het, maar Medea sloop ernaartoe en zong een zacht magisch slaapliedje. Al snel viel de draak in slaap. Jason pakte het Gulden Vlies en rende samen met Medea terug naar het schip. De helden roeiden zo snel als ze konden weg. Toen ze een aantal mijlen op zee waren, liet Jason het Gulden Vlies zien. Ze waren verwonderd over het Vlies en prezen Medea omdat zij geholpen had. "Maar hoe krijgen we Medea terug naar het paleis?" vroegen ze.
"Ze gaat ons niet verlaten" zei Jason. "Want ik heb haar beloofd dat ik met haar zo snel mogelijk zal trouwen."
Het duurde niet lang voordat koning Aietes erachter kwam dat het Gulden Vlies was gestolen en dat Jason samen met zijn dochter weggeroeid was. De koning stuurde Apsyrtus er met een leger achteraan.
Nogmaals redde Medea de Argonauten met haar bedriegerij. Ze stuurde een bericht naar Apsyrtus, waarin stond dat ze elkaar zouden ontmoeten op een eiland. Daar zou ze hem het Gulden Vlies geven en terugkeren naar haar vader.
Jason ging met Medea mee die nacht. Toen Apsyrtus arriveerde, sloeg Jason hem met een slag dood met zijn zwaard. Medea's jurk zat onder het bloed van haar broer. Ze was zo verliefd op Jason dat het haar niet veel uitmaakte dat haar broer dood was. Ze rouwde niet eens om hem.
Apsyrtus' leger had nu geen leider en gaf het op. Jason en Medea gingen weer naar de Argonauten en zeilden naar huis in de Argo.
Eindelijk bereikte het schip veilig de haven van Iolkos. "Eindelijk thuis!", schreeuwden de Argonauten, terwijl Jason aan land kwam om het Gulden Vlies te vertonen aan koning Pelias.
Maar de vreugde duurde maar kort bij Jason. Hij kwam erachter dat Pelias zijn vader had vermoord en dat zijn moeder van verdriet gestorven was.
Jason en Medea bedachten een plan om Pelias te straffen. Medea vertelde aan de dochters van Pelias, dat ze de kracht had om Pelias weer jong te maken. Om ze te overtuigen van haar kracht, slachtte en kookte zij een oud schaap samen met wat magische kruiden. Kort daarna sprong er een jong lammetje uit de ketel.
De dochters van Pelias waren overtuigd. Ze vroegen aan Medea om een spreuk over haar vader uit te spreken, zodat hij in slaap viel. Daarna slachtten zij hun vader en gooiden hem in het kokende water. Maar deze keer gebruikten ze geen magische kruiden en Pelias kwam niet meer tot leven. De voorspelling dat hij vermoord zou worden door een familielid was dus in vervulling gegaan.

## Breuk tussen Medea en Jason
Maar Jason had geen kracht meer om zijn liefde voor Medea te behouden. Hij werd verliefd op een prinses van Korinthe, met de naam Creüsa, en was vastbesloten om met haar te trouwen, ondanks alles wat Medea voor hem had gedaan.
Medea was woedend op Jason omdat hij haar verliet. Op de trouwdag stuurde ze een mooie trouwjurk naar zijn bruid toe, die zij had besproeid met gif. Toen de prinses de jurk aandeed, ging ze in vlammen op. Ook haar vader Kreon, de koning van Korinthe, stierf toen hij zijn door gif gestorven dochter omhelsde.
Daarna vermoordde Medea haar eigen kinderen uit het huwelijk met Jason. Ze wist dat de kinderen een leven zonder inhoud kregen. Haar kinderen zouden slaven worden van Korinthe, of anders worden vermoord. Medea vluchtte op haar strijdwagen die werd voortgetrokken door draken en Jason bleef alleen achter als een eenzame man, rouwend over zijn jonge bruid en zijn geliefde kinderen.
Jason was niet langer in de gunst bij de goden, omdat hij zijn woord had gebroken met Medea. Hij werd een dakloze oude man zonder vrienden.
Op een dag keerde hij terug naar zijn schip om het aan te staren. Plotseling viel de boeg van de Argo op zijn hoofd en zo stierf hij.
Een ander verhaal vertelt, dat hij afstand deed van de troon en naar Orchomenus in Boeotië reisde om daar het Gulden Vlies op te hangen in de tempel van Zeus. Vervolgens zeilde hij met de Argo naar Korinthe om het schip aan Poseidon te schenken.
Lang na de dood van Jason hing het Gulden Vlies nog in de tempel van Zeus. Heel Griekenland kon het aanschouwen, als herinnering aan de heroïsche daden van Jason en de Argonauten.